# 1949 في الدنمارك
فيما يلي قوائم الأحداث التي وقعت خلال عام 1949 في الدنمارك.

## رياضة
- 1 يناير – بطولة العالم لسباق الدراجات على الطريق 1949
- 1 يناير – بطولة العالم للدراجات على المضمار 1949

## ظهور
- 1 يناير – ليغو

## مواليد

### أغسطس
- 14 أغسطس – مورتن أولسن لاعب كرة قدم دنماركي.[1]

## وفيات

### مارس
- 30 مارس – هارالد أمير الدنمارك (مواليد 1876)

### مايو
- 27 مايو – مارتن كنودسن (مواليد 1871) فيزيائي دنماركي.[2]

### يونيو
- 10 يونيو – سيغريد أوندست (مواليد 1882) كاتبة نرويجية.[3]

### سبتمبر
- 13 سبتمبر – أوغست كروغ (مواليد 1874)[4]